# Nueva Esparta (La Unión)
Nueva Esparta è un comune del dipartimento di La Unión, in El Salvador.